# Raimund Abraham
Raimund Johann Abraham (Lienz, 23 de julho de 1933 – Los Angeles, 4 de março de 2010) foi um arquiteto austríaco.

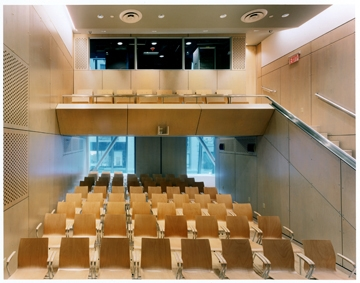
Auditório ("ACFNY")

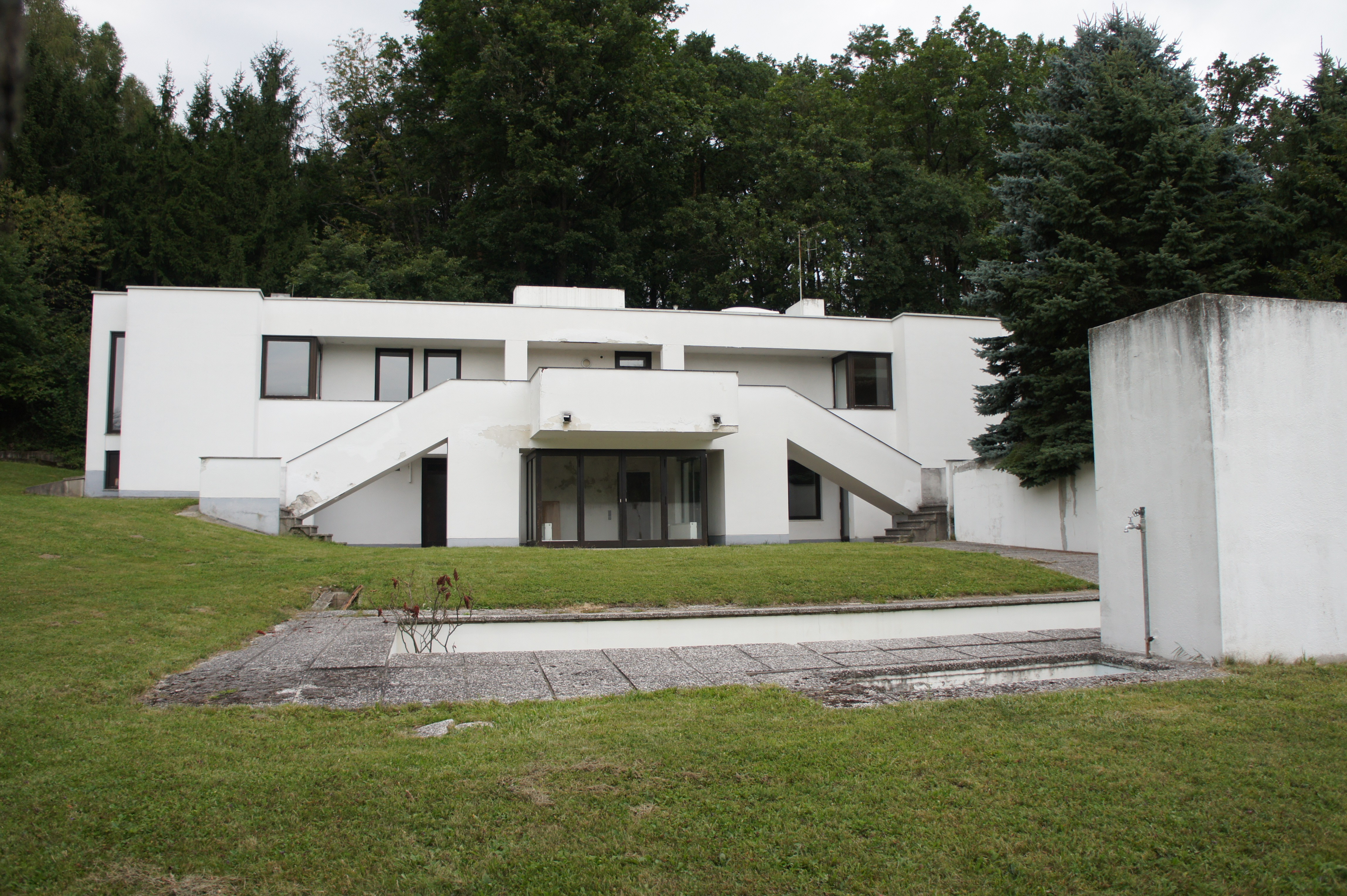
Oberwart Haus Dellacher

## Vida
De 1952 a 1958 Raimund Abraham estudou na Universidade Técnica de Graz. Depois de completar seus estudos, ele completou outros estudos na Alemanha, Bélgica e Suíça até 1960.
1960 a 1964 trabalhou como arquiteto autônomo em Viena; Durante esse tempo, ele ficou brevemente na África, México e EUA. Desde 1964 ele foi professor na Rhode Island School of Design em Providence, EUA. Quatro anos depois, trabalhou como diretor do Studio of Environmental Technology Institute na mesma cidade até 1970.
Em 1971 mudou-se para Nova York, onde foi Professor de Arquitetura no Pratt Institute . Ele então foi um professor visitante de arquitetura na Cooper Union for Advancement of Science and Art. Ao mesmo tempo, abriu seu próprio negócio em 1971 e abriu seu próprio estúdio de arquitetura e design em Nova York.

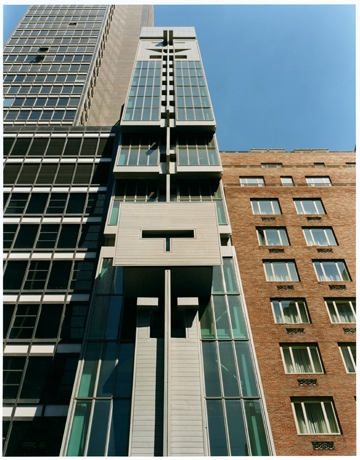
Fórum Cultural Austríaco de Nova York ("ACFNY")

Desde 1958 ele recebeu vários prêmios em competições internacionais. A filha de Abraham, Una Katrina, mora em Viena e dirige um restaurante lá. Ele mesmo morou em Nova York, Los Angeles e Mazunte, no estado de Oaxaca, no México.
Após uma palestra no Southern California Institute of Architecture (SCI-Arc), o carro dirigido por Abraham colidiu com um ônibus a caminho de casa em Los Angeles em 2010 . Abraham morreu no local do acidente.
Raimund Abraham não era conhecido apenas por sua arquitetura espetacular. Ele também foi um daqueles arquitetos que ajudaram o desenho arquitetônico moderno a alcançar seu status atual.

### Fórum Cultural Austríaco de Nova York
Seu prédio mais espetacular é o Fórum Cultural Austríaco em Nova York ("ACFNY"), que foi concluído em 2002 e atraiu a atenção internacional. Em um ato simbólico pouco antes da abertura deste fórum cultural, ele renunciou à cidadania austríaca em protesto contra a participação do Partido da Liberdade da Áustria no governo, mas em seguida requereu a naturalização. 